# Marc Mahieu
Marc-André-Achiel-Corneel Mahieu, né le 23 juillet 1934 à Klerken et mort le 11 juin 1998 à Poperinge, est un homme politique belge.

## Fonctions et mandats
- Bourgmestre de Poperinge : 1983-1994
- Président du Centre public d'action sociale
- Conseiller provincial de Flandre Occidentale
- Député par l'arrondissement d'Ypres : 1987-1991